# 华山镇 (黎川县)
华山镇是中华人民共和国江西省抚州市黎川县下辖的一个镇。

## 行政区划
华山镇下辖以下村级行政区划单位：
洲湖村、麻坑村和华联村。

## 中国传统村落
华山镇洲湖村列为第四批中国传统村落。